# Hans Kudlich (Bühnenbildner)

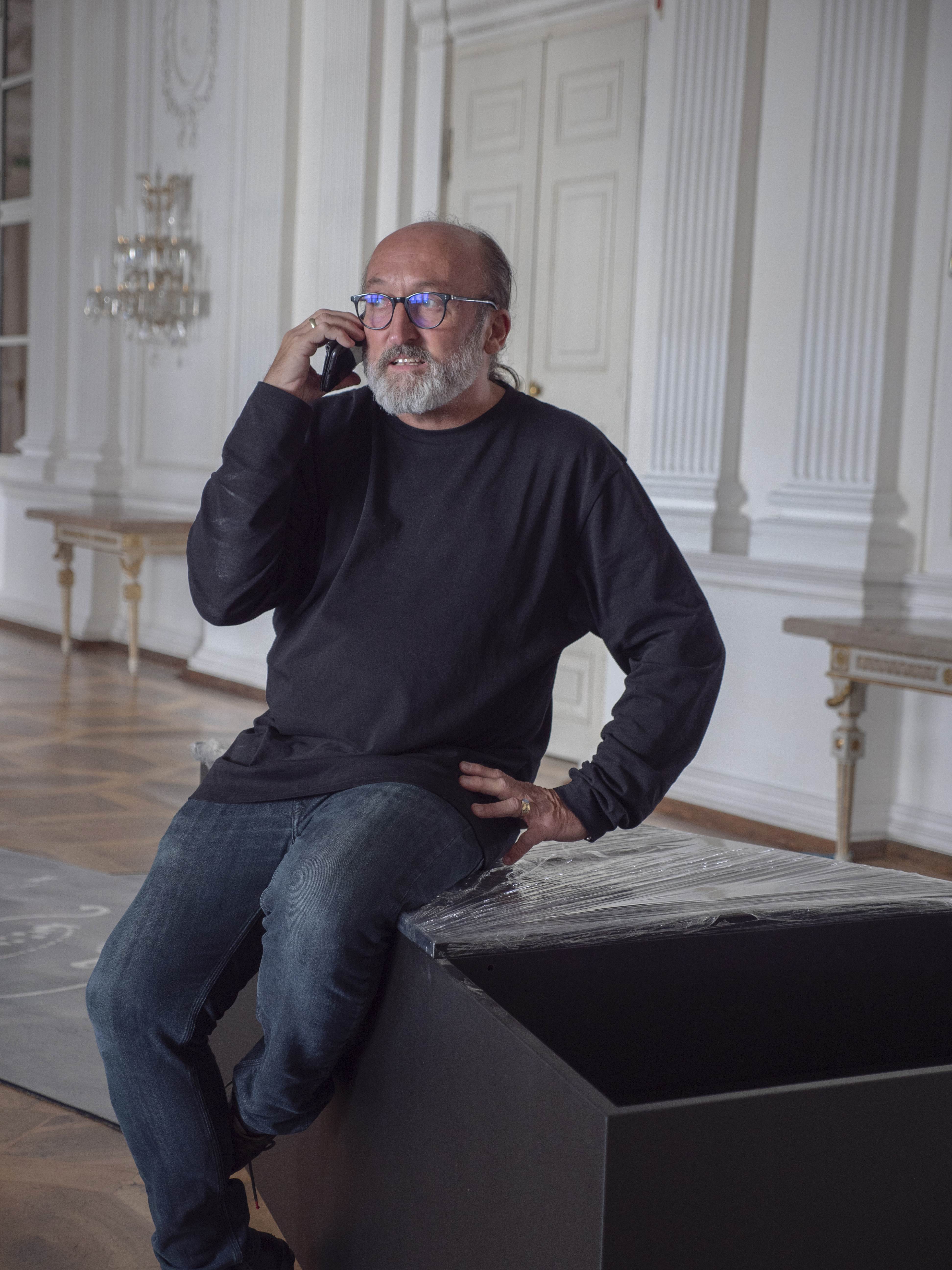
Hans Kudlich

Hans Kudlich (* 1960 in Wien) ist ein österreichischer Bühnenbildner und Ausstellungsarchitekt.

## Leben
Nach dem Studium am Mozarteum Salzburg, begann er seine Theaterlaufbahn als Assistent am Wiener Burgtheater. Er arbeitet als freischaffender Bühnenbildner für Schauspiel und Musiktheater wie auch als Ausstellungsgestalter.
Arbeiten mit den Regisseur*innen Richard Olivier, Martin Platt, Matthias Davids, Kim Duddy, Thomas Birkmeier, Markus Kupferblum, Michael Schottenberg, Julian Pölsler, Thomas Hermanns,
und Francois de Carpentries beschäftigten ihn in Deutschland, Österreich, der Schweiz und in England. Seit Herbst 2005 betreut er das Volkstheater Wien in den Bezirken als Technischer Leiter.
Seit 2014 ist Kudlich Senior Lector für Szenografie am Max Reinhardt Seminar, Universität für Musik und Darstellende Kunst Wien.

## Werke (Auswahl)

### Bühnenbild Theater
- 1998: Leonce und Lena Schlossparktheater, Berlin
- 2001: Der Talisman, Volkstheater, Wien
- 2003: Noch ist Polen nicht verloren, Stadttheater, Klagenfurt
- 2003/04: Mutter Courage, Volkstheater, Wien
- 2005: Freiheit in Krähwinkel, Volkstheater, Wien
- 2007: Einen Jux will er sich machen, Volkstheater, Wien
- 2008: Sonny Boys, Volkstheater, Wien
- 2009: Liliom, Volkstheater, Wien
- 2009: God of Carnage, Viennas English Theatre, Wien
- 2009: Umsonst, Volkstheater, Wien
- 2010: Duett für eine Stimme, VTB*, Wien
- 2010: Die Grönholm Methode, VTB*, Wien
- 2010: Memoiren, VTB*, Wien
- 2010: Pariser Affären, VTB*, Wien
- 2011: Die Dreigroschenoper, Volkstheater, Wien
- 2011: Volpone, oder Der Fuchs, VTB*, Wien
- 2011: Gin Romme, VTB*, Wien
- 2011: Nora, ein Puppenheim, VTB*, Wien
- 2012: Die Glasmenagerie, VTB*, Wien
- 2012: Mr. and Mrs. Nobel, VTB*, Wien
- 2012: Unter der Treppe, VTB*, Wien
- 2012: Shakespeares sämtliche Werke, VTB*, Wien
- 2013: Glorious, Volkstheater, Wien
- 2013: Woyzeck, Volkstheater, Wien
- 2014: Other Desert Cities, Viennas English Theatre, Wien
- 2014: Amphitryon, VTB*, Wien
- 2014: Josef und Maria, VTB*, Wien
- 2014: Arthuro Ui, Volkstheater, Wien
- 2014: Gift, Volkstheater, Wien
- 2015: Ein Sommernachtstraum, Volkstheater, Wien
- 2016: Mugshots, Thomas Glavinic, Volkstheater, Wien
- 2016: Das Mädl aus der Vorstadt, Theater in der Josefstadt, Wien
- 2017: Harold und Maude, Kammerspiele, Wien
- 2022 Frühlingserwachen, Festspiele Reichenau
- 2022: Des Teufels General, Festspiele Reichenau

*VTB - Volkstheater in den Bezirken

### Bühnenbild Musiktheater
- 2002: Miss Saigon, Theater St. Gallen
- 2003: Die Zauberflöte, Opernfestspiele Klosterneuburg
- 2003: Das Traumfresserchen, Hans Otto Theater, Potsdam
- 2004: Die verkaufte Braut, Opernfestspiele Klosterneuburg
- 2005: Der Graf von Luxemburg, Theater an der Wien
- 2006: Footloose, Stadttheater Klagenfurt
- 2006: Grease, Theater St. Gallen
- 2007: Cabaret, Cabaret!, Volkstheater, Wien
- 2008/09: Die Fledermaus, Volkstheater, Wien
- 2010: Camp Rock, Halle F, Stadthalle, Wien
- 2010: The Full Monty, Sommertheater Amstetten
- 2010: Hair, Vereinigte Bühnen, Bozen
- 2010: Sekretärinnen, Opernhaus Dortmund
- 2011: Kein Pardon! Capitol Düsseldorf
- 2011: Das Weiße Rössl, Volkstheater, Wien
- 2011: Comedian Harmonists, Volkstheater, Wien
- 2011: Miss Saigon, Stadttheater Klagenfurt
- 2012: Don Pasquale, Opernfestspiele Klosterneuburg
- 2013/14: The Wiz, Musiktheater Linz, Deutsches Theater München
- 2014: Die Lustigen Weiber von Windsor, Opernfestspiele Klosterneuburg
- 2014: Der Kaiser von Atlantis, Schlüterwerke, Wien
- 2014: Kiss me Kate, Oper Kiel
- 2015: Flashdance,Theater St Gallen
- 2015: My Fair Lady, Oper Kiel
- 2015: Die Erwartung, Neue Oper Wien
- 2016: In 80 Tagen um die Welt, Musiktheater Linz
- 2017: Ghost, Musiktheater Linz
- 2017: Tanz der Vampire, Theater St Gallen
- 2017: Hairspray, Musiktheater Linz
- 2018: Ghost, Theater des Westens, Berlin
- 2018: Le Compte Ory, Opernfestspiele Klosterneuburg
- 2019: Ghost, Operettentheater Hamburg/Stage Palladium Stuttgart
- 2019: One Touch of Venus, Staatsoperette, Dresden
- 2019: Ragtime, Musiktheater Linz
- 2019: Sweeney Todd, Opernhaus Kiel 2019
- 2019: Hoffmanns Erzählungen, Opernfestspiele Klosterneuburg
- 2019: Ein Amerikaner in Paris, Opernhaus Kiel
- 2019: Les Miserables, Oper Sofia
- 2020: Guys and Dolls, Oper Graz
- 2020: Die Spinnen die Römer, Musiktheater Linz
- 2021: Lady in the Dark, Volksoper Wien
- 2021: Fanny und Alexander UA, Musiktheater Linz
- 2022: Robin Hood, Fulda, UA, diverse Spielorte
- 2022: La Boheme, Operklosterneuburg
- 2023: Idomeneo, Schlosstheater Schönbrunn
- 2023: Der Ring des Nibelungen, Opera Sofia
- 2023 Don Carlo, Oper Klosterneuburg
- 2024: Lohengrin, National Oper Sofia
- 2024: Norma, Oper Klosterneuburg
- 2024: All Stars Festival, Güssing
- 2024: Die Passagierin, Lübeck
- 2024: Hello Again, Musikalische Komödie Leipzig

### Ausstattung TV-Produktionen
- 1990: Müllers Büro, Kinofilm
- 1995–1999: Die kranken Schwestern, Comedyserie, ORF
- 1998/99/00/01: Die Goldene Europa, ARD-Musikpreis
- 2005: Nestroy-Gala, ORF/Volkstheater
- 2004/07/08/09: Romy-Gala, ORF
- 2004–2010: Österreicher des Jahres, TV-Gala
- 2009–2019: Wir Sind Kaiser, Comedy, ORF
- 2011–2017: Wir Staatskünstler, Rabenhof und TV
- seit 2009: Sommernachtskonzert, Wiener Philharmoniker in Schönbrunn
- Letzte Bootsfahrt, Servus TV, Coop 99
- Hier Spielt die Musik, ORF Quizshow 2023
- Ganz Mein Humor, Trailer, Servus TV

### Ausstellungsarchitektur
- 1994/95: Centre Georges Pompidou/Archigram, Paris
- 2006: Ramsar-Zentrum/Unterwasserreich, Schrems
- 2006: Mozarthaus/Modellinstallation in coop.mit Checkpointmedia, Wien
- 2007: Swarowski-Kristallwelten/Installation in coop. mit Checkpointmedia, Wattens
- 2008: Kraeftereich, Sankt Jakob im Walde
- 2000: Südbahnmuseum, Mürzzuschlag
- 2018: Schlumberger Kellerwelten, Wien
- 2011: Die höchstgelegene Automobilausstellung der Welt, Besucherzentrum Kaiser Franz Josefs Höhe
- 2013: Polardom, Tiergarten Schönbrunn
- 2014: Alpenliebe, Besucherzentrum Kaiser Franz Josefs Höhe
- 2015: Wikinger!, Schallaburg
- 2015: EXPO IN CITTA, Teilnahme mit zwei Beiträgen an der Expo Milano
- 2020: Trabisturm! Grohag Besucherzentrum Kaiser Franz Josefs Höhe
- 2020/21: Überall Musik! Ausstellung in der Residenz Salzburg
- 2022: Zauberflöte, Mozarthaus Vienna
- 2022: Sonderausstellung 75 Jahre Porsche KFJH
- 2022: Ehrbare Annäherung, Brahmsmuseum Mürzzuschlag
- 2023: Kellerführung Stift Klosterneuburg,
- 2024: Sonderausstellung: Porsche Turbo, KFJH
- 2024: Escape Room Schallaburg

## Auszeichnungen

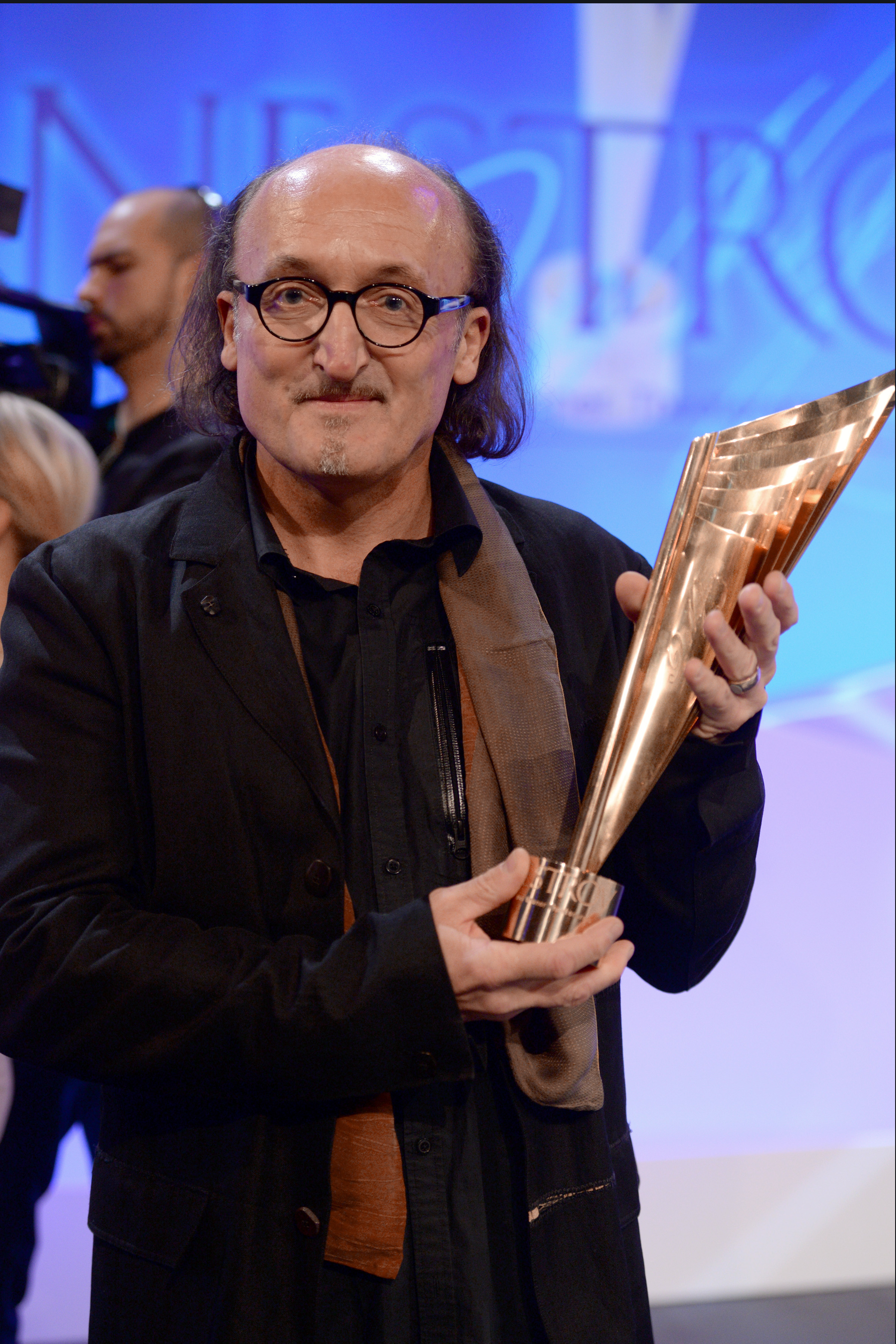
Hans Kudlich (Nestroy-Preis 2014)

- 1993: European Museum of the Year Award nominierte das Brahmsmuseum
- 2004: Karl-Skraup-Preis für das Bühnenbild zum "Talisman"
- 2005: Event Award für die Inszenierung der Universiade
- 2007: Nestroy-Theaterpreis für "Die Verlassene Dido", Regie Markus Kupferblum, für die beste Off Produktion.
- 2009: Nominierung Nestroy-Theaterpreis für das Bühnenbild in "Liliom" für die beste Ausstattung
- 2011: "Die höchstgelegene Automobilausstellung der Welt" wurde mit dem Anerkennungspreis des Bundesministeriums für Kultur ausgezeichnet
- 2014 Nestroy-Theaterpreis für die Beste Ausstattung von "Woyzeck" am Wiener Volkstheater
- 2017 Deutscher Musical Preis für das Beste Bühnenbild "In Achtzig Tagen um die Welt"
- 2018 Österreichischer Musicalpreis für die beste Produktion "In Achtzig Tagen um die Welt
- 2022 Nominierung "Lady in the Dark" Beste Produktion, Österreichischer Musiktheaterpreis 2023